# Dynamic currency conversion
Dynamic currency conversion, česky dynamická konverze měny, dynamický převod měny označovaný zkratkou DCC je proces, který při placení kartou umožňuje platit v měně, ve které je karta vedena. Při platbě v původní měně konverzi na měnu karty provádí vydavatel karty. Naopak při dynamické konverzi provádí konverzi měny provozovatel platebního terminálu.

## Význam DCC pro držitele karty
Některé banky umožnily klientům si svou kartu proti nechtěnému použití DCC zablokovat.
Problémem DCC totiž je, že při dynamické konverzi může docházet ke konverzi měny se značně nevýhodným kurzem.
Někdy dokonce ani na displeji platebního zařízení klient nevidí, že se úkon zúčtuje v rámci DCC. Toto vidí jen obsluha, která většinou automaticky volbu potvrdí za zákazníka.